# Almirante da França
Almirante da França (Amiral de France) é um título honorífico atribuído pelo Estado Francês em reconhecimento de serviços excepcionais nas forças armadas. É equivalente ao título de Marechal de França para os marinheiros.
O título foi criado, em 1270, por São Luís, durante a Oitava Cruzada.

## Lista cronológica dos Almirantes da França
- Florent de Varenne: 1270, feito almirante por São Luís
- Aubert de Longueval II, morreu em uma batalha naval em 1283 ao largo da costa do Reino de Aragão
- Othon de Torcy: 1296-1297
- Mathieu de Montmorency IV, o Grande: 1297-1304
- Rainier Grimaldi I: 1304-1314
- Hugues Quieret: 1335
- Antonnio Doria: 1339
- Louis de la Cerda, conde de Talmont: 1341
- Charles Grimaldi, o Grande, senhor de Mónaco: 1342
- Pierre Revel: 1345-1347
- Jean de Nanteuil: 1347-1356
- Vago: 1356-1359
- Enguerrand de Mentenay: 1359
- Jean de Heuse: 1359-1368
- Francis Perilous: 1368-1369
- Amaury X, Visconde de Narbonne: 1369-1373
- Jean de Vienne: 1373-1396
- Renaud de Trie, senhor de Sérifontaine: 1396-1405
- Pedra Bréban: 1405-1408
- Jacques I de Chatillon, senhor de Dampierre: 1408-1415
- Robert Bracquemont: 1417-1418
- Jeannet Poix: 1418
- Uses de Charles, Visconde de Beauvoir: 1418-1419
- Georges de Beauvoir de Chastellux: 1420
- Louis de Culant, senhor de Culant e Châteauneuf: 1421-1437
- William de la Pole *, Duque de Suffolk: 1424-1437 (nomeado por Henrique VI)
- Edward Courtenay *: 1439-1414 (Nomeado pelo Henrique VI)
- André de Montfort de Laval Lohéac: 1437-1439
- Prigent de Coëtivy, Senhor de Rais: 1439-1450
- Jean de Breuil V: 1450-1461
- Jean de Montauban: 1461-1466
- Louis de Bourbon, conde de Roussillon: 1466-1486, filho bastardo de Carlos I de Bourbon
- Louis Malet de Graville: 1486-1508
- Charles II d'Amboise de Chaumont: 1508-1511
- Louis Malet de Graville: 1511-1516 novamente
- Louis II de La Tremoille, Visconde de Thouars, Príncipe de Talmont: 1517
- Guillaume de Bonnivet Gouffier: 1517-1525
- Philippe Chabot, conde de Charny: 1525-1543
- Claude d'Annebaut, Barão de Retz e La Hunaudaye: 1543-1547
- Antoine de Noailles: 1547-1552
- Gaspard de Coligny II: 1552-1572
- Honorato II de Sabóia, o Marquês de Villars: 1572-1578
- Charles de Lorena, duque de Mayenne: 1578-1582
- Anne de Joyeuse Batarnay, Baron d'Arques, Duque de Joyeuse: 1582-1587
- Jean Louis de Nogaret de La Valette, Duque de Epernon: 1587-1589
- Louis Albert de Nolasco, Barão de Léon: 1589-1590
- Bernard de Nogaret: 1589-1592
- Gontaut-Charles de Biron: 1592-1594
- André de Brancas, senhor de Villars: 1594-1595
- Charles de Montmorency-Damville, Duque de Damville: 1596-1612
- Henri II de Montmorency: 1612-1626
- Cargo substituído, entre 1627 e 1669, pelo de Grão-Mestre da Navegação
- Louis de Bourbon, conde de Vermandois: 1669-1683
- Louis Alexandre de Bourbon, conde de Toulouse: 1683-1737
- Louis Jean Marie de Bourbon, Duque de Penthièvre: 1737-1791
- Charles Henri d'Estaing: 1792
- Joachim Murat: 1805-1814
- Louis-Antoine d'Artois de Bourbon, duque d'Angouleme: 1814-1830
- Victor Duperré: 1830
- Laurent Truguet: 1831
- Albin Reine Roussin: 1840
- Ange-Rene Armand-de Mackau: 1847
- Charles Baudin: 1854
- Ferdinand Hamelin: 1854
- Alexandre Ferdinand Parseval-Deschenes: 1854
- Armand Joseph Bruat: 1855
- Joseph Romain-Desfosses: 1860
- Charles Rigault de Genouilly: 1864
- Leonard Victor Charner: 1864
- François Thomas Tréhouart: 1869